# 890년대
890년대는 890년부터 899년까지를 가리킨다.